# Очанка найменша
Очанка найменша (Euphrasia minima) — вид квіткових рослин родини глухокропивових (Lamiaceae).

## Біоморфологічна характеристика
Це напівпаразитичний однорічник. Рослина 2–10(30) см заввишки, здебільшого нерозгалужена, коротко запушена чи гола, здебільшого без залозистих волосків, зелена, рідко пурпурна. Листки супротивні, сидячі, більш-менш запушені, овальні, до 15 мм завдовжки з 1–4 зубцями, блискучі. Квітки поодинокі, ростуть у пазухах верхніх листків. Чашечка 3–5 мм, гола чи волосиста, з гострими зубцями, що дорівнюють трубці. Віночок довжиною 3–7 мм, білий, блакитний, жовтий або різнокольоровий, у гирла з темнішими жилками, верхня губа задерта, бурувата чи пурпурова, нижня трироздільна. Плід — коробочка (3.5)4–5(7) мм, зазвичай довший за чашечку, у 2–3 рази більший за ширину, запушений чи голий. 2n=44.

## Поширення
Південь Європи (Албанія, Австрія, Болгарія, Франція, Німеччина, Греція, Італія, Польща, Румунія, пн. Іспанія, Швейцарія, Україна, Хорватія, Словенія, Сербія), Туреччина; вимер у Португалії.